# Synagoge Leobschütz
Koordinaten: 50° 12′ 4,3″ N, 17° 49′ 32,2″ O

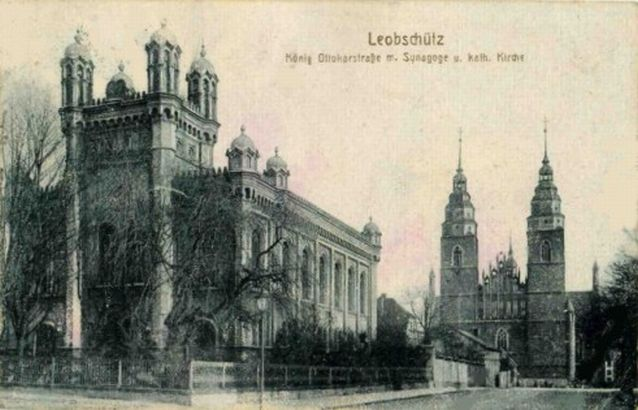
Links im Vordergrund die Synagoge Leobschütz an der König-Ottokar-Straße, im Hintergrund die katholische Pfarrkirche der Stadt

Die Synagoge von Leobschütz war das Gotteshaus und der spirituelle und kulturelle Mittelpunkt der jüdischen Gemeinde in der oberschlesischen Kreisstadt Leobschütz, im bis 1945 zu Deutschland gehörenden gleichnamigen Landkreis.
Da jüdische Andachtsstätten und Gebetsräume zunächst nur in Privathäusern bestanden, begann die jüdische Gemeinde im Jahr 1864 den Bau einer Synagoge im orientalisierenden Stil. Sie befand sich an der König-Ottokar-Straße im Ortszentrum und wurde im September 1865 eingeweiht. Markantes Merkmal war der viergeschossige quadratische Turm mit seinen Tourellen an allen vier Ecken, der den Betsaal deutlich überragte.
In der Reichspogromnacht am 9. November 1938 wurde die Synagoge von Nazi-Schergen niedergebrannt. Die Ruine wurde abgetragen, nicht zuletzt, weil das jüdische Leben durch Vertreibung und Deportation/Ermordung praktisch ausgelöscht war. Heute gehört die Stadt zu Polen und auf dem Gelände der ehemaligen Synagoge befindet sich eine Wiese mit einem Gedenkstein.